# Maxmiliánka
Maxmiliánka je zaniklá usedlost v Praze 5-Smíchově v ulici Holečkova naproti Kinského zahradě.

## Historie
Původně středověká vinice s usedlostí se rozkládala na jižní straně bývalé Košířské cesty naproti místu, kde byl později v parku postaven letohrádek Kinských. Roku 1617 ji koupil Maxmilián Rattych, po kterém získala jméno. Pod jménem Maxmiliánka je uvedena v Josefínském katastru roku 1784. Roku 1840 byla usedlost malým dvorem s jednou obdélnou stavbou, kterou držel Václav Souček. Od 70. let 19. století ji vlastnila Kongregace Milosrdných sester svatého Karla Boromejského.
Dochovala se z ní pouze jedna hospodářská budova, zřejmě kovárna. Stavba je po rekonstrukci a má soukromého majitele.